# Vega Baja del Segura
La Vega Baja del Segura (in valenciano El Baix Segura) è una delle 34 comarche della Comunità Valenciana, Spagna, situata nell'estremo sud della provincia di Alicante al confine con la Regione di Murcia. 
La comarca ha una superficie di 957,30 km² e 355.257 abitanti (INE 2019) ed è prevalentemente di lingua castigliana.
Il capoluogo è Orihuela che conta 77.414 abitanti (INE 2019) mentre la città più popolosa, con 83.337 abitanti (INE 2019) è Torrevieja.
Amministrativamente fa parte della provincia di Alicante, che comprende 9 comarche e si compone di 27 municipi
La comarca prende il nome dal corso basso del fiume Segura che l'attraversa e si affaccia sul mar Mediterraneo (Costa Blanca).

## Curiosità
In questa comarca è presente il municipio spagnolo con la più alta percentuale di residenti stranieri; si tratta di San Fulgencio la cui popolazione è per il 75,9% non spagnola (i cittadini britannici rappresentano il 55,2% dei residenti). Inoltre, San Fulgencio è l'unico comune spagnolo dove l'inglese è la lingua più parlata.